# LC GC North America
LC GC North America, abgekürzt LC GC N. Am., ist eine wissenschaftliche Fachzeitschrift, die vom Advanstra Communications-Verlag veröffentlicht wird. Die Zeitschrift wurde 1983 unter dem Namen Liquid Chromatography and HPLC Magazine gegründet, kürzte den Namen auf LC GC und änderte ihn 1999 in LC GC North America. Sie erscheint mit zwölf Ausgaben im Jahr. Es werden Arbeiten veröffentlicht, die sich mit der Chromatographie beschäftigen.
Der Impact Factor lag im Jahr 2014 bei 0,519. Nach der Statistik des ISI Web of Knowledge wird das Journal mit diesem Impact Factor in der Kategorie analytische Chemie an 67. Stelle von 74 Zeitschriften geführt.